# Остен-Сакен Роберт Романович
Роберт (Карл Роберт) Романович Остен-Сакен (нім. Karl Robert Freiherr von der Ostten-Sacken; 1828, Санкт-Петербург — 1906, Гайдельберг) — ентомолог, дипломат.

## Біографія
Походить із старовинного дворянського роду. Народився в 1828 році в Санкт-Петербурзі. Навчався у другій гімназії міста (1841—1845) і в Санкт-Петербурзькому університеті на камеральному відділенні. У 1849 році почав працювати в Міністерстві закордонних справ і служив секретарем місії у Вашингтоні (1856—1862) та генеральним консулом у Нью-Йорку (1862—1871).
У 1873 році вийшов у відставку, з 1877-го оселився в Гайдельберзі.
Під час перебування в Америці об'їздив Сполучені Штати і створив великі колекції комах, особливо двокрилих, які частково були розроблені самим Остен-Сакеном та Германом Левом.
Численні роботи Остен-Сакена присвячені майже виключно двокрилим, головні з них відносяться до фауни Північної Америки, але частина також до фауни інших областей (Росії, Малайського архіпелагу, Філіппінських островів, Центральної Америки).
Найважливіші роботи Остен-Сакена:
- «Monographs of North American Diptera by Н. Loew and C. K. Osten-Sacken» (4 т., 1862—1878, I, Вашингтон),
- «Catalogue of the described Diptera of North America» (Вашингтон, 1858; друге видання, 1878),
- «Western Diptera, discriptions of new general and Species of Diptera from the West of Mississipi» (Вашингтон, 1877),
- «Prodrome of a monograph of North American Tabanidae» («Mem. of the Boston Soc. of Natur. History», т. II, 1875-78).

Про фауну Росії Остен-Сакен написав «Нарис сучасного стану пізнання ентомологічної фауни околиць Санкт-Петербурга» («Журнал Министерства народного просвещения», 1858); ця робота поклала початок вивченню петербурзької фауни.
На честь Роберта Остен-Сакена названий астероїд (335) Роберта відкритий 1 вересня 1892 року німецьким астрономом Максом Вольфом в обсерваторії Гайдельберга